# Friedhof Lloret de Mar
Der Friedhof Lloret de Mar verfügt über eine Vielzahl von Grabmälern im Stil des Modernisme und steht als Gesamtanlage unter Denkmalschutz, wie auch eine Reihe von Gräbern für sich unter Denkmalschutz stehen. Nur wenige hundert Meter vom zentralen Kreisel von Lloret de Mar entfernt handelt es sich um eine der Hauptsehenswürdigkeiten der Stadt.

## Allgemeines
Der Stadtrat von Lloret beschloss am 10. Dezember 1891 den Neubau eines Friedhofs und setzte damit ältere Pläne um. Der erste Spatenstich fand am 29. Juni 1896 statt, am 2. November 1901 wurde der Friedhof feierlich eingeweiht. In den Folgejahren entstanden eine Vielzahl repräsentativer Grabbauten im Stil des Modernisme (der katalanischen Variante des Jugendstils) und des Noucentisme.

## Eingangsportal

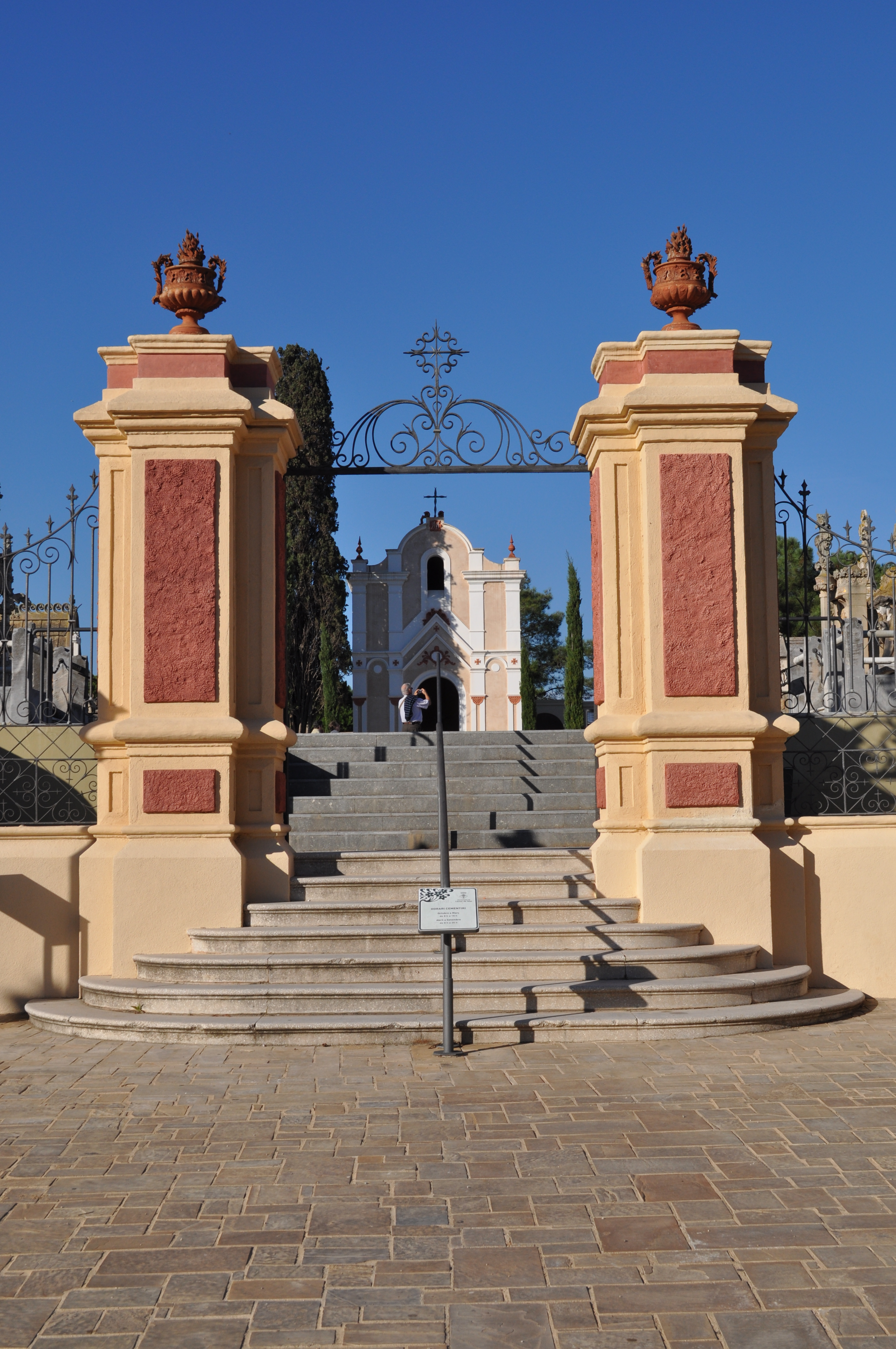
Eingangsportal

Der Eingang zum Friedhof führt über einen kleinen Platz, an dessen Kopfende sich das Eingangstor befindet. Es bildet die Mitte eines halbrunden Gitterzaunes und ist über sieben Stufen zu erreichen. Der Zaun selbst steht auf einer Ziegelmauer gleicher Höhe. Das Tor besteht aus zwei quadratischen Säulen, die von Urnen gekrönt werden. Das Tor besteht aus dem gleichen Schmiedeeisen wie der Zaun und wurde vom Kunstschmied Lluís Grau geschmiedet. Die ganze Anlage wurde nach Entwürfen von Joaquim Artau i Fábregas (1876–1946) errichtet.
Der Platz vor dem Tor wird auf der rechten Seite von der Porteria gebildet. Dieses Gebäude wurde 1899 ebenfalls von Joaquim Artau i Fábregas als Service- und Portiershaus entworfen. Hier wurden Leichen gelagert und Autopsien durchgeführt. Heute dient es als öffentliche Toilette.

## Hauptachse
Die Hauptachse (Avinguda Principal) des Friedhofs bildet der Gehweg vom Eingangsportal zur Friedhofskapelle. Der Weg wird umsäumt von einer Reihe von bedeutenden Grabmälern. Die Kapelle wurde 1899 ebenfalls von Joaquim Artau i Fábregas geschaffen. Die Fassade wird dominiert durch das Eingangstor, das von jeweils zwei falschen Pilastern auf zwei Ebenen eingerahmt wird. Während die Spitze des Tores als Dreieck ausgeführt ist, ist der Abschluss des Mittelteils im oberen Teil als Rundbogen ausgeführt. Das Gebäude wurde ursprünglich durch ein Kreuz gekrönt, welches jedoch verloren ging.

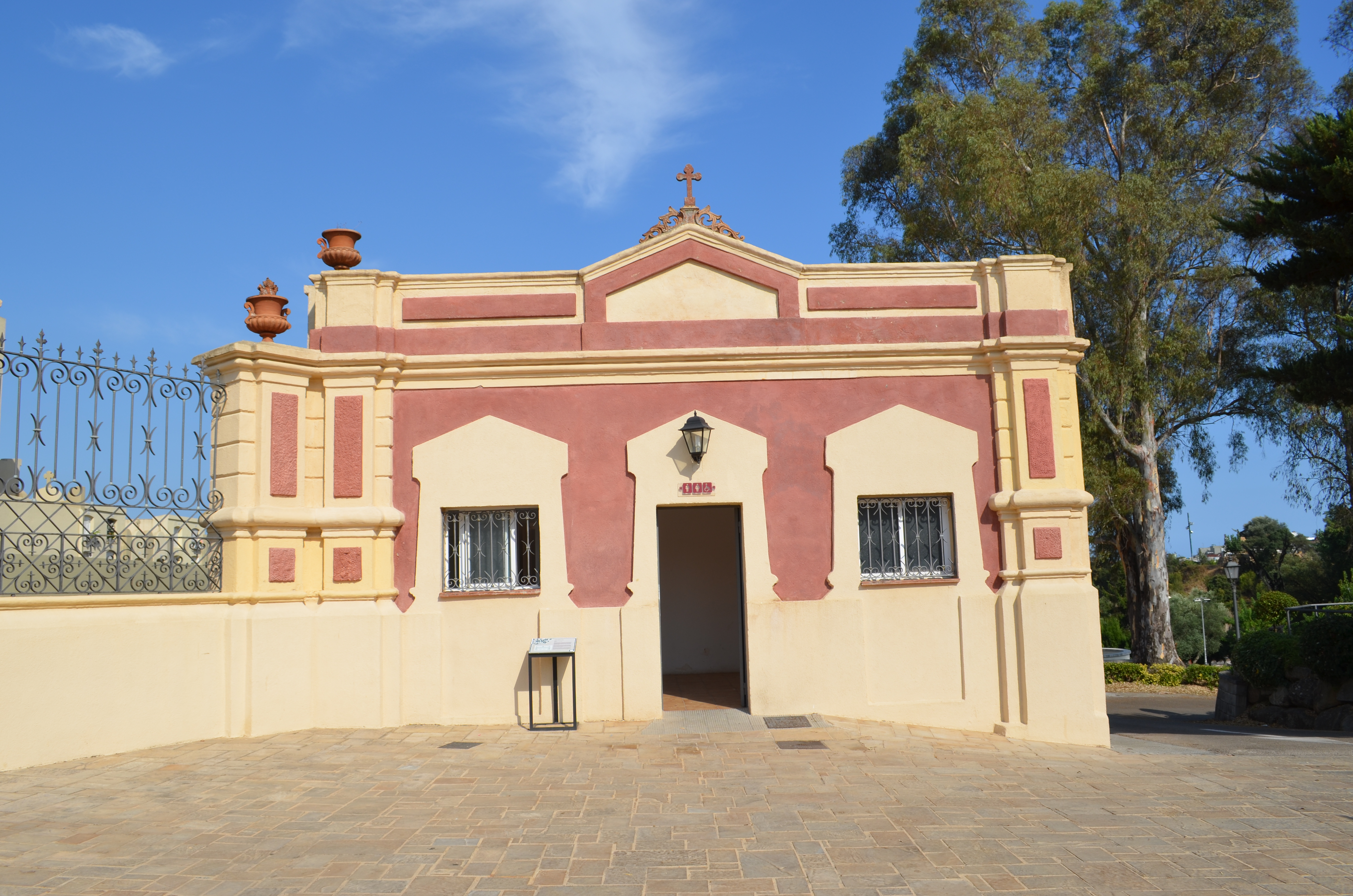
Porteria
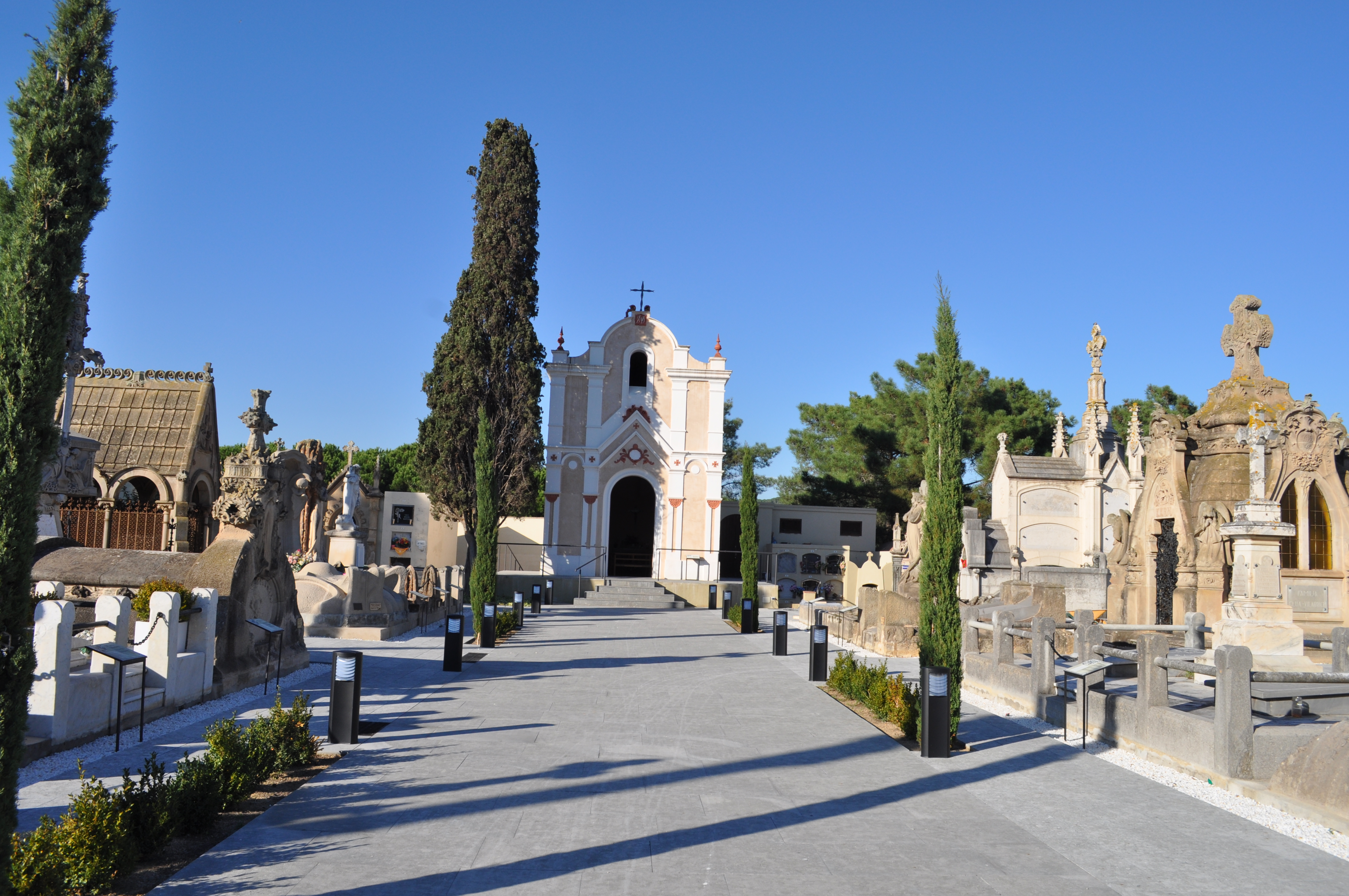
Hauptachse
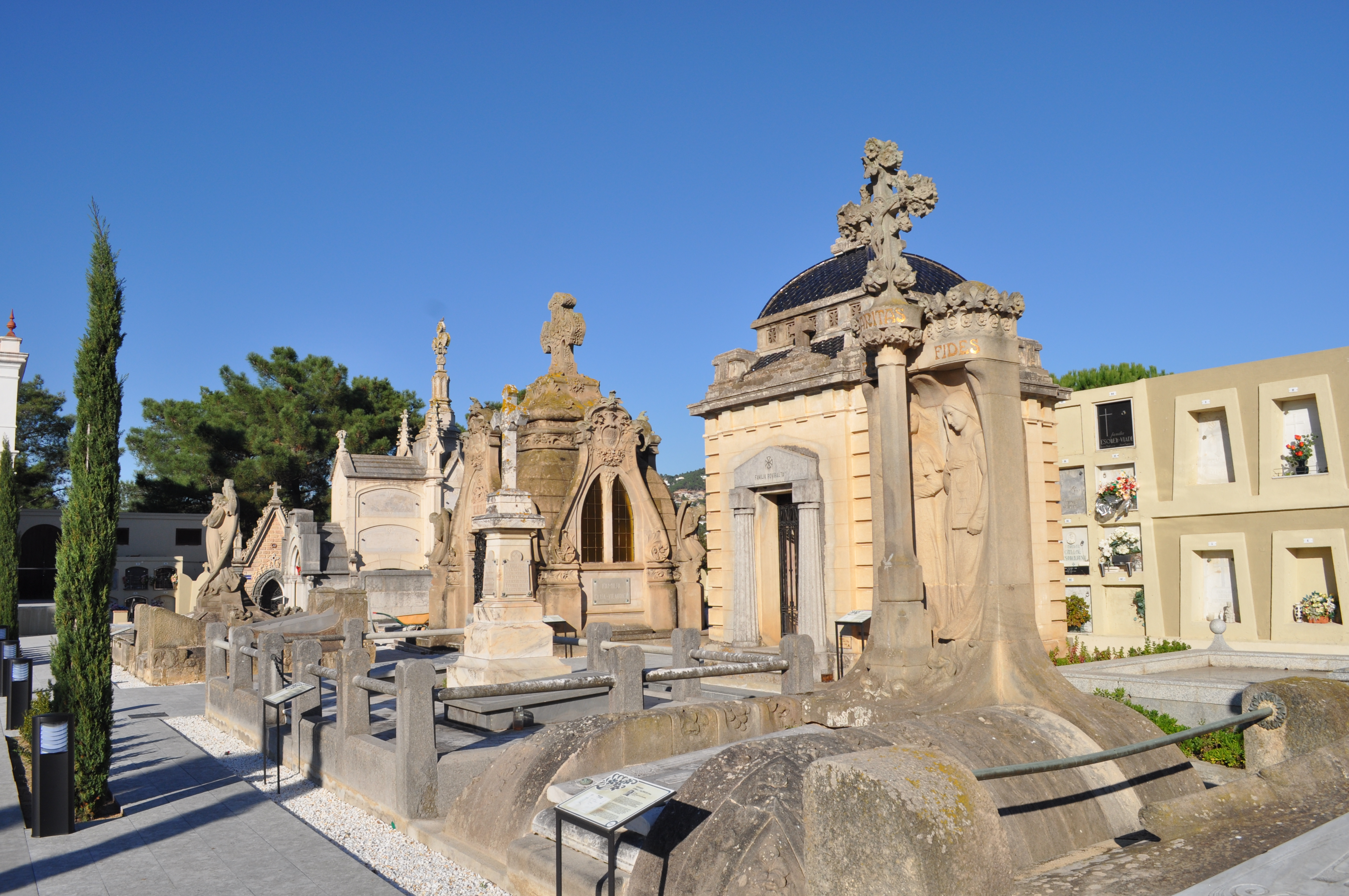
Gräber

## Liste der denkmalgeschützten Gräber
| Bild           | Bezeichnung                                 | Lage            | Beschreibung | Bauzeit                     | Eingetragen seit | Denkmal- nummer |
| -------------- | ------------------------------------------- | --------------- | --- | --------------------------- | ---------------- | --------------- |
| weitere Bilder | Panteó Casanovas i Terrats (Lloret de Mar)  | Cementiri Karte | Panteó Casanovas i Terrats, Modernisme Architekt: Antoni Maria Gallissà Bildhauer: Eusebi Arnau | Anfang des 20. Jahrhunderts |                  | IPAC, PM        |
| weitere Bilder | Hipogeu Mataró i Vilallonga (Lloret de Mar) | Cementiri Karte | Das Hipogeu Mataró i Vilallonga ist das Grab H5. Es ist im Stil des Modernisme ausgeführt. Künstler war Bonaventura Conill. Die Symmetrieachse des Grabmals ist die Diagonale. Damit nimmt Conill Bezug auf die Lage des Grabes an der Ecke zweier Wege. Im Stile von Antoni Gaudí ist es in organischen Formen gehalten. Die Grundform in der Draufsicht ist das Kreuz als Symbol der Wiederauferstehung. Die Kopfsäule trägt das Symbol der Kornähre als Zeichen des Lebens.    | Ca. 1907                    |                  | IPAC, PM        |
| weitere Bilder | Hipogeu Conill i Aldrich (Lloret de Mar)    | Cementiri Karte | Hipogeu Conill i Aldrich, Modernisme Architekt: Bonaventura Conill | Anfang des 20. Jahrhunderts |                  | IPAC, PM        |
| weitere Bilder | Panteó Costa i Macià (Lloret de Mar)        | Cementiri Karte | Panteó Costa i Macià, Modernisme Architekt: Josep Puig i Cadafalch | Anfang des 20. Jahrhunderts |                  | IPAC, PM        |
| weitere Bilder | Hipogeu Durall i Carreras (Lloret de Mar)   | Cementiri Karte | Hipogeu Durall i Carreras, Modernisme Architekt: Bonaventura Conill | Anfang des 20. Jahrhunderts |                  | IPAC, PM        |
| weitere Bilder | Panteó Cabañas (Lloret de Mar)              | Cementiri Karte | Panteó Cabañas, o Panteó Clua-Viladrich, Modernisme Architekt: Vicenç Artigas | Anfang des 20. Jahrhunderts |                  | IPAC, PM        |
| weitere Bilder | Hipogeu Bandrich (Lloret de Mar)            | Cementiri Karte | Das Hipogeu Bandrich ist das Grab H6. Es ist im Stil des Modernisme ausgeführt. Durch seinen flachen Aufbau wirkt es, verglichen mit den Nachbargräbern, wenig spektakulär. Es besteht aus vier Steinsäulen, die die Ecken des Grabes bilden. Das eigentliche Grab in der Mitte ist mit ansteigenden geschwungenen Platten belegt. Künstliche Risse weisen auf die Vergänglichkeit hin. In der mittleren Platte befindet sich eine runde Inschrift. Architekt: Bonaventura Conill | 1904                        |                  | IPAC, PM        |
| weitere Bilder | Hipogeu Zaragoza (Lloret de Mar)            | Cementiri Karte | Das Hipogeu Zaragoza ist das Grab H 19. Es ist im Stil des Modernisme gehalten. Am Kopfende befindet sich ein Kreuz, das mit floralen Mustern geschmückt ist. Davor befindet sich eine Kinderfigur, die einen Engel darstellt, der die Posaune des Jüngsten Gerichtes bläst. Die Inschrift an der Front des Grabes ist ebenfalls mit floralen Motiven geschmückt. | 1906                        |                  | IPAC, PM        |
| BW             | Hipogeu Pujol i Conill (Lloret de Mar)      | Cementiri Karte | Hipogeu Pujol i Conill, Modernisme | Anfang des 20. Jahrhunderts |                  | IPAC, PM        |
| weitere Bilder | Panteó Esqueu i Vilallonga (Lloret de Mar)  | Cementiri Karte | Panteó Esqueu i Vilallonga, panteó núm. 14, Modernisme Architekt: Bonaventura Conill | Anfang des 20. Jahrhunderts |                  | IPAC, PM        |
| weitere Bilder | Hipogeu Camps i Nonell (Lloret de Mar)      | Cementiri Karte | Hipogeu Camps i Nonell, hipogeu núm. 3, Modernisme Bildhauer: Ismael Smith | Anfang des 20. Jahrhunderts |                  | IPAC, PM        |
| weitere Bilder | Hipogeu Conill i Surís (Lloret de Mar)      | Cementiri Karte | Hipogeu Conill i Surís, hipogeu núm. 21, Modernisme | Anfang des 20. Jahrhunderts |                  | IPAC, PM        |
| weitere Bilder | Hipogeu Pujol i Masferrer (Lloret de Mar)   | Cementiri Karte | Hipogeu Pujol i Masferrer, hipogeu núm. 7, Modernisme Architekt: Vicenç Artigas | Anfang des 20. Jahrhunderts |                  | IPAC, PM        |
| BW             | Hipogeu Carreras (Lloret de Mar)            | Cementiri Karte | Das Hipogeu Carreras, ist das Grab Nummer H16. Es ist im Stil des Modernisme ausgeführt. Am Kopfende des Grabes befindet sich ein kreisförmiger Abschlussstein, der von floralen Mustern geschmückt ist. In dessen Inneren befindet sich ein Malteserkreuz. Davor sitzt ein Standbild der Jungfrau Maria, die ihre Hände auf dem Schoss hat. | Anfang des 20. Jahrhunderts |                  | IPAC, PM        |
| weitere Bilder | Hipogeu Durall i Surís (Lloret de Mar)      | Cementiri Karte | Hipogeu Durall i Surís, hipogeu núm. 4, Modernisme Architekt: Bonaventura Conill | Anfang des 20. Jahrhunderts |                  | IPAC, PM        |
| weitere Bilder | Hipogeu Macià i Roca (Lloret de Mar)        | Cementiri Karte | Hipogeu Macià i Roca, hipogeu núm. 13, Historizismus | Anfang des 20. Jahrhunderts |                  | IPAC, PM        |
| weitere Bilder | Hipogeu Durall i Maig (Lloret de Mar)       | Cementiri Karte | Hipogeu Durall i Maig, hipogeu núm. 20, Modernisme | Anfang des 20. Jahrhunderts |                  | IPAC, PM        |
| weitere Bilder | Hipogeu Fàbregas i Mataró (Lloret de Mar)   | Cementiri Karte | Hipogeu Fàbregas i Mataró, hipogeus núm. 30 i 31, Modernisme Architekt: Bonaventura Conill | Anfang des 20. Jahrhunderts |                  | IPAC, PM        |